# Ручни рачунар
Ручни рачунар (енгл. Personal Digital Assistant, PDA; у преводу лични дигитални помоћник) дигитални је преносни уређај који обично стане у длан корисника. 

## Опис
Основне функције ручног рачунара су роковник, адресар и подсетник, калкулатор, као и могућност рада других апликација које се учитавају са меморијских картица или учитавањем апликације у меморију уређаја. Ручни рачунари су настали као помак од електронских роковника и доступношћу бржих микропроцесора с малом потрошњом, бољом технологијом батерија, те јефтинијих меморија. Развојем технологије, ручни рачунари добијају екране у боји, улазну јединицу преко екрана, Wi-Fi, те функције мобилног телефона и GPS-а. Ручни рачунари у последње време престају бити засебни уређаји, јер многи корисници да би смањили број уређаја који поседују све више се приклањају смартфонима.

## Историја
Појам PDA прво је употребила америчка компанија Apple 1992. приликом лансирања уређаја Newton на тржиште. Године 1996. финска компанија Nokia избацује на тржиште први комбиновани PDA и мобилни телефон , који је убрзо постао најпродаванији ручни рачунар на свету. Појавом 9000 Communicator-а на тржишту се појавила нова категорија PDA мобилни телефон или интелигентни мобилни телефон.